# Glosa (canzone improvvisata)

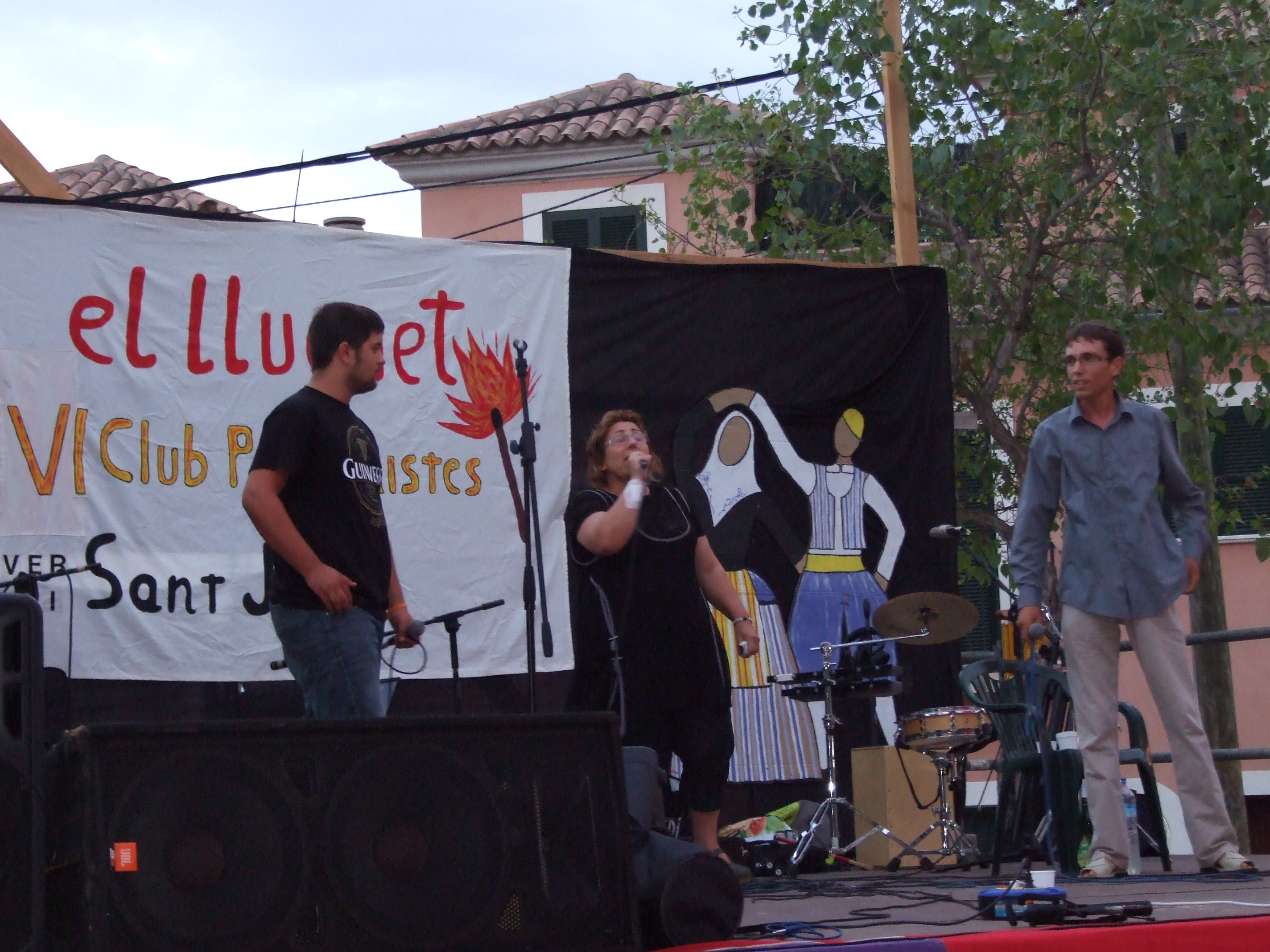
Glosadors che improvvisano il loro canto.

La glosa o canzone improvvisata è un genere poetico e musicale che consiste nell'improvvisare versi secondo uno schema metrico e di rime su una melodia specifica.
Nelle Isole Baleari, la glosa è una sorta di composizione popolare, orale e in rima, solitamente improvvisata sul momento. Nella società baleare del XIX secolo, rurale e analfabeta, la figura del "glosador" divenne piuttosto conosciuta. Alcuni di loro, infatti, divennero dei professionisti, viaggiando di villaggio in villaggio e mettendo alla prova le loro abilità sfidando il pubblico o altri glosadors nelle cosiddette "battaglie di gloses" (combats de gloses). 

## Descrizione

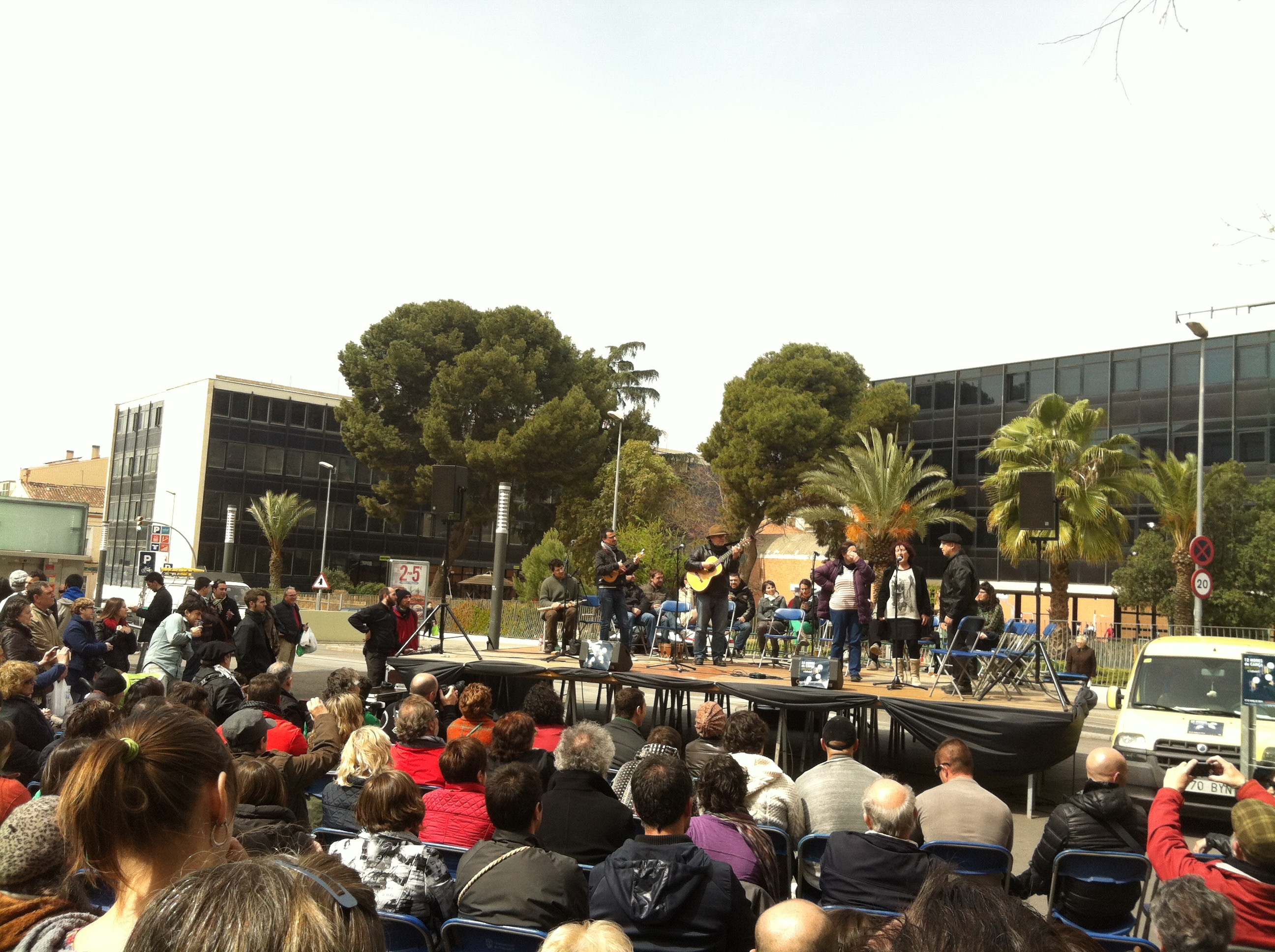
Glosa a Sabadell, 2014

Le strofe comprendono tra cinque e dodici versi, anche se le più comuni sono quelle che ne comprendono tra sei e otto. Non è possibile trovare la stessa rima né nei primi due versi né negli ultimi due, ovvero, la glosa non può iniziare né terminare con la rima A A prevedendo sempre una rima A B o B A. Negli altri versi la rima può essere, invece, combinata nel modo in cui il glosador preferisce. Non è previsto alcun accompagnamento musicale.